# Sandseleforsen
Sandseleforsen este o arie protejată (arie specială de conservare — SAC, sit de importanță comunitară — SCI) din Suedia întinsă pe o suprafață de 114,4 ha, integral pe uscat.

## Localizare
Centrul sitului Sandseleforsen este situat la coordonatele 65°19′02″N 17°38′09″E / 65.3172°N 17.6359°E.

## Înființare
Situl Sandseleforsen a fost declarat sit de importanță comunitară în decembrie 1995 pentru a proteja 1 specie de animale. Situl a fost protejat și ca arie specială de conservare în martie 2011.

## Biodiversitate
Situată în ecoregiunea boreală, aria protejată conține 4 habitate naturale: Mlaștini turboase de tranziție și turbării mișcătoare, Taiga vestică, Mlaștini împădurite, Râuri naturale fino-scandinave.
La baza desemnării sitului se află o specie protejată de  pești: somonul (Salmo salar).